# Eduardo Gómez Quintero
Eduardo Gómez Quintero (Santiago de los Caballeros, 13 ottobre 1951) è un ex cestista dominicano.

## Carriera
Con la Rep. Dominicana ha disputato i Campionati del mondo del 1978 e i Giochi panamericani di San Juan 1979.